# Primarias del Partido Republicano de 2008 en Luisiana

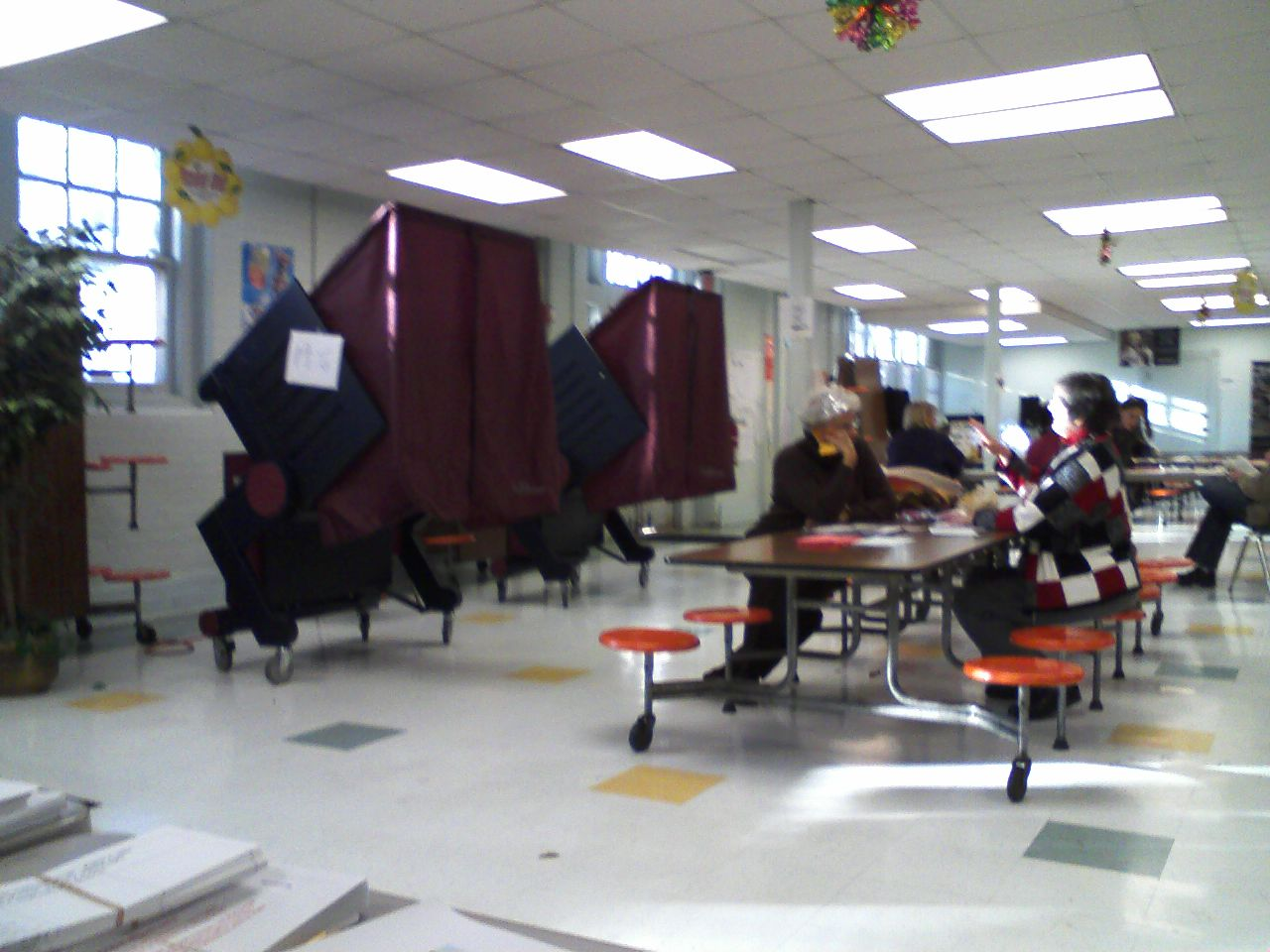
Detalles de la imagen
Es una de las imágenes vinculadas al ítem de Wikidata de este artículo.
Nombre del archivo:Polls at March 8 primary election (2386073520).jpg
Descripción:Polls at March 8 primary election
Licencia:CC BY-SA 2.0
Fecha:2008-03-08 22:52
Autor:Chris Lawrence from Blacksburg, VA, USA
Categorías:Louisiana Democratic primary, 2008, Louisiana Republican caucuses and primary, 2008, Voting in the 2008 United States presidential primaries

Las primarias republicanas de Luisiana, 2008 fueron el 9 de febrero de 2008.
Bajo las reglas del partido Republicano de Luisiana, en la cual ningún candidato recibió una mayoría de votos, ningún delegado se les otorgó. 21 delegados han sido indirectamente asignados vía las asambleas republicanas de Luisiana hechas el 22 de enero. Los 20 delegados electos en la convención estatal de Luisiana, serán formalmente sin compromiso, Aunque 41 de los 47 delegados de Luisiana apoyaran a John McCain, y los de la "silla" del partido Republicano felicitó a McCain por ganar esos 41 delegados, antes de las primarias hechas el 9 de febrero de 2008.
En la convención estatal, hecha el febrero 16, La Prensa Asociada identificó 32 delegados de McCain del proceso de las asambleas, con tres votos como "indecisos" y nueve no disponibles para comentarios. La Prensa Asociada también confirmó que los tres delegados del partido apoyan a McCain, dándole 35 delegados de Louisiana.

## Resultados
| Candidato      | Votos   | Porcentajes | Delegados |
| -------------- | ------- | ----------- | --------- |
| Mike Huckabee  | 69,594  | 43.18%      | 0         |
| John McCain    | 67,551  | 41.91%      | 0         |
| Mitt Romney*   | 10,222  | 6.34%       | 0         |
| Ron Paul       | 8,590   | 5.33%       | 0         |
| Fred Thompson* | 1,603   | 0.99%       | 0         |
| Rudy Giuliani* | 1.593   | 0.99%       | 0         |
| Alan Keyes     | 837     | 0.52%       | 0         |
| Jerry Curry    | 521     | 0.32%       | 0         |
| Daniel Gilbert | 183     | 0.11%       | 0         |
| Tom Tancredo*  | 107     | 0.07%       | 0         |
| Duncan Hunter* | 368     | 0.23%       | 0         |
| Total          | 156,101 | 100%        | 0         |